# Svatý Tomáš (Panenské ostrovy)
Svatý Tomáš (anglicky Saint Thomas) je jedním z ostrovů Panenských ostrovů. Rozkládá se v západní části souostroví, od pobřeží Portorika je vzdálen přibližně 70 km. Nejvyšším bodem ostrova je Crown Mountain (473 m n. m.). Ostrov na délku měří 20 km, na šířku 4 km a jeho rozloha je 80,7 km².
Je součástí Amerických Panenských ostrovů, jejichž hlavní město Charlotte Amalie se na něm nachází. Dle sčítání obyvatelstva z roku 2010 zdejší populace čítala 51 634 osob, což představuje 48,5% veškerého obyvatelstva tohoto nezačleněného území Spojených států amerických. V minulosti byl společně s blízkými ostrovy Saint Croix a Saint John součástí Dánské Západní Indie.

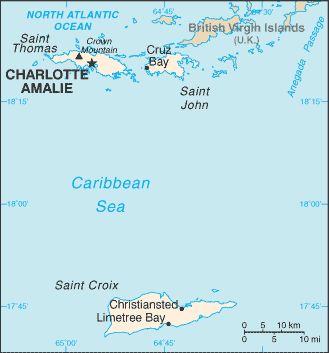
mapa Am. Panenských ostrovů
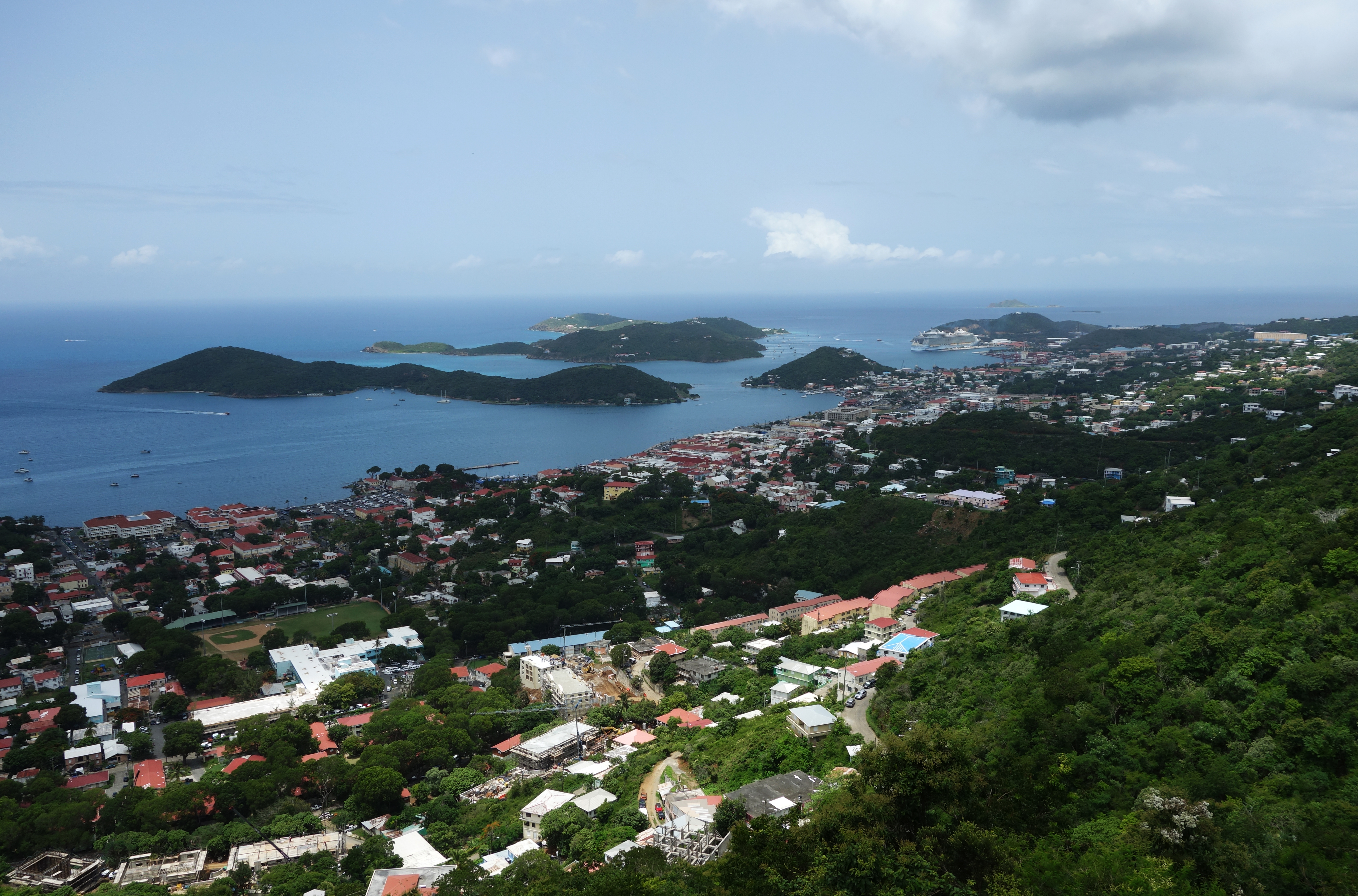
Charlotte Amalie
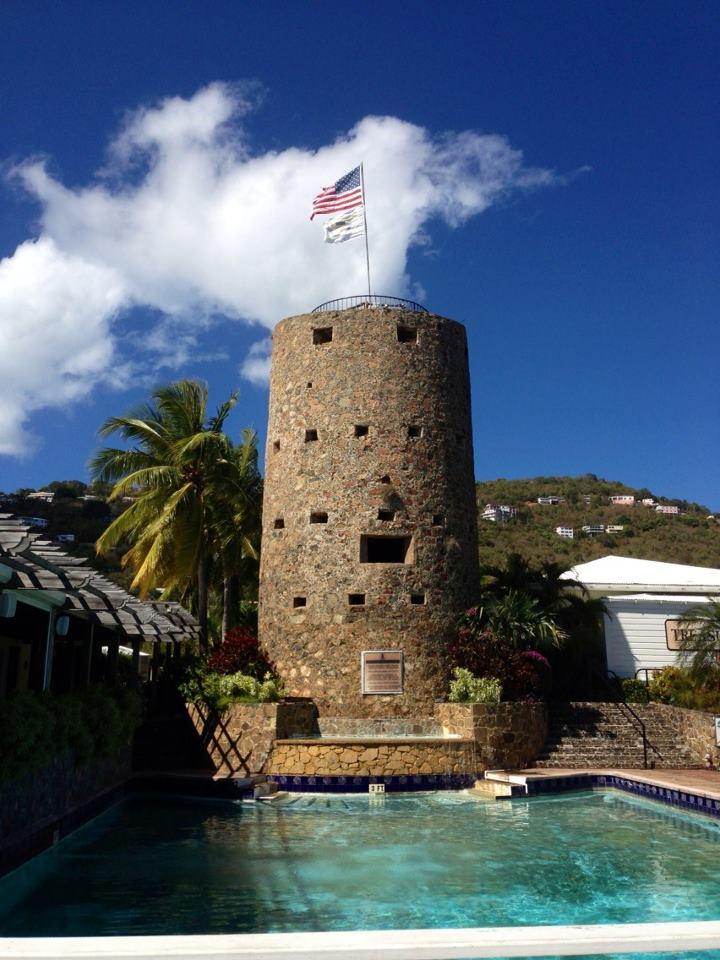
Blackbeard's Castle
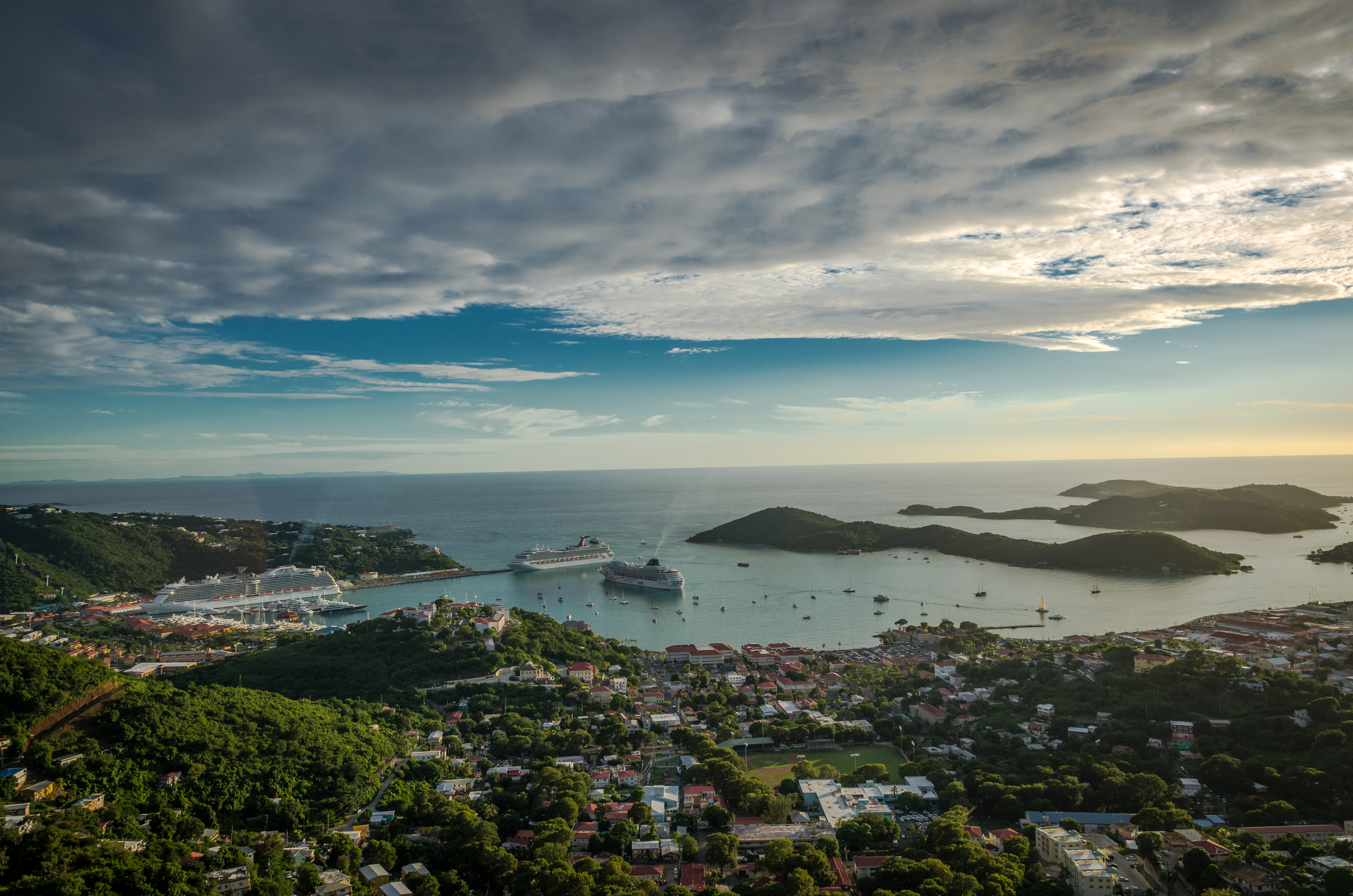
Port of Charlotte Amalie